# Moon of Dreams
"Moon of Dreams" (Ukraiński: Відлуння мрій – Widłunnia mrij, Echo księżyca) to piosenka Rusłany oraz amerykańskiego rapera T-Pain, utwór znajduje się na jej 2 anglojęzycznym albumie studyjnym Wild Energy. Produkcja oraz nagranie zostały wykonane w Miami, Usa w studiu Ego Works / Hit Factory. Ukraińska wersja piosenki została wydana jako Singel Promocyjny